# Mary-Powell-Gletscher
Der Mary-Powell-Gletscher ist ein 1 km breiter Gletscher auf der Insel Heard im Indischen Ozean. Er fließt in nördlicher Richtung in Richtung des Saddle Point. Sein Schmelzwasser ergießt sich in die Corinthian Bay.
Benannt ist er nach dem Schooner Mary Powell, der 1859 vor Heard gesunken war.